# Campionati europei di nuoto in vasca corta 2010 - 400 metri misti femminili
Le qualifiche per la finale si sono svolte la mattina del 28 novembre 2010, mentre la finale si è svolta la sera dello stesso giorno.

## Medaglie
| Posizione | Atleta            | Paese    |
| --------- | ----------------- | -------- |
| Oro       | Zsuzsanna Jakabos | Ungheria |
| Argento   | Anja Klinar       | Slovenia |
| Bronzo    | Lara Grangeon     | Francia  |

## Record
Prima della manifestazione il record del mondo (RM), il record europeo (EU) e il record dei campionati (RC) erano i seguenti.
| Record mondiale       | 4:21.04 | Julia Smit Stati Uniti        | 18 dicembre 2009 Manchester, Regno Unito |
| Record europeo        | 4:24.51 | Hannah Miley Regno Unito      | 18 dicembre 2009 Manchester, Regno Unito |
| Record dei campionati | 4:25.06 | Mireia Belmonte Garcia Spagna | 14 dicembre 2008 Fiume, Croazia          |

Durante la competizione non sono stati migliorati record.

## Risultati batterie
| Pos. | Atleta               | Nazionalità | Tempo   | Batteria | Corsia | Note |
| ---- | -------------------- | ----------- | ------- | -------- | ------ | ---- |
| 1    | Lara Grangeon        | Francia     | 4:34.58 | 3        | 5      |      |
| 2    | Zsuzsanna Jakabos    | Ungheria    | 4:34.63 | 3        | 4      |      |
| 3    | Barbora Zavadova     | Rep. Ceca   | 4:34.82 | 3        | 3      |      |
| 4    | Anja Klinar          | Slovenia    | 4:36.52 | 1        | 4      |      |
| 5    | Francesca Segat      | Italia      | 4:37.98 | 2        | 4      |      |
| 6    | Grainne Murphy       | Irlanda     | 4:39.19 | 2        | 1      |      |
| 7    | Yana Martynova       | Russia      | 4:39.64 | 2        | 3      |      |
| 8    | Alessia Polieri      | Italia      | 4:39.66 | 2        | 6      |      |
| 9    | Theresa Michalak     | Germania    | 4:39.72 | 2        | 5      |      |
| 10   | Joerdis Steinegger   | Austria     | 4:40.55 | 1        | 5      |      |
| 11   | Lieke Verouden       | Paesi Bassi | 4:40.57 | 1        | 3      |      |
| 12   | Beatriz Gomez Cortes | Spagna      | 4:41.87 | 1        | 2      |      |
| 13   | Claudia Dasca Romeu  | Spagna      | 4:42.97 | 1        | 6      |      |
| 14   | Noora Laukkanen      | Finlandia   | 4:44.16 | 3        | 1      |      |
| 15   | Patricia Aschan      | Finlandia   | 4:45.83 | 2        | 2      |      |
| 16   | Tjaša Oder           | Slovenia    | 4:46.68 | 3        | 7      |      |
| 17   | Fanny Lecluyse       | Belgio      | 4:46.74 | 1        | 1      |      |
| 18   | Sophie Smith         | Regno Unito | 4:47.00 | 3        | 6      |      |
| 19   | Nadia Morais Vieira  | Portogallo  | 4:47.54 | 2        | 7      |      |
| 20   | Marina Ribi          | Svizzera    | 4:51.26 | 1        | 7      |      |
| 21   | Amalie Emma Thomsen  | Danimarca   | 5:01.67 | 3        | 2      |      |
| 22   | Shir Wasserman       | Israele     | 5:02.44 | 3        | 8      |      |

## Finale
| Pos. | Atleta            | Nazionalità | Tempo   | Corsia | Note |
| ---- | ----------------- | ----------- | ------- | ------ | ---- |
|      | Zsuzsanna Jakabos | Ungheria    | 4:29.78 | 5      |      |
|      | Anja Klinar       | Slovenia    | 4:30.83 | 6      |      |
|      | Lara Grangeon     | Francia     | 4:30.93 | 4      |      |
| 4    | Yana Martynova    | Russia      | 4:31.87 | 1      |      |
| 5    | Francesca Segat   | Italia      | 4:33.66 | 2      |      |
| 6    | Barbora Zavadova  | Rep. Ceca   | 4:33.71 | 3      |      |
| 7    | Grainne Murphy    | Irlanda     | 4:37.47 | 7      |      |
| 8    | Alessia Polieri   | Italia      | 4:40.08 | 8      |      |